# جرذان الأرز
جرذان الرز (الاسم العلمي: Oryzomyini) هي قبيلة من الحيوانات تتبع الفصيلة القدادية من رتبة القوارض.

## أجناس جرذان الأرز
- جرذ الأرز